# Isola della Pecora
L'isola della Pecora è un'isola del mar Tirreno situata a ridosso della costa nord-orientale della Sardegna a circa 200 metri ad est dell'isola di Caprera.
 
Appartiene amministrativamente al comune di La Maddalena e si trova all'interno del parco nazionale dell'Arcipelago di La Maddalena.